# Parafia Wniebowzięcia Najświętszej Maryi Panny i św. Maksymiliana Kolbe w Kłyżowie
Parafia Wniebowzięcia Najświętszej Maryi Panny i świętego Maksymiliana Kolbe w Kłyżowie – parafia rzymskokatolicka znajdująca się w diecezji sandomierskiej w dekanacie Pysznica. Erygowana została w 1974 roku przez biskupa Ignacego Tokarczuka.
Kościół parafialny pw. Wniebowzięcia Najświętszej Maryi Panny i św. Maksymiliana Kolbe został zbudowany w latach 1981–1983 w stylu modernistycznym. Świątynia została konsekrowana przez bp. Wacława Świerzawskiego w 2000 roku.
Do parafii należą wierni z Kłyżowa i części Olszowca.